# Zhuang
För språket zhuang, se Zhuang (språk)
Zhuang är en av Kinas 56 officiellt erkända nationaliteter, och med en befolkning på omkring 16 miljoner den i särklass största av de 55 minoritetsgrupperna. Zhuang talar ett tai-kadaispråk, zhuang och bor huvudsakligen i den för dem autonoma regionen Guangxi i sydvästra Kina.

## Källa
- Britannica, T. Editors of Encyclopaedia. "Zhuang." Encyclopedia Britannica, Invalid Date. https://www.britannica.com/topic/Zhuang.